# Алтайцы

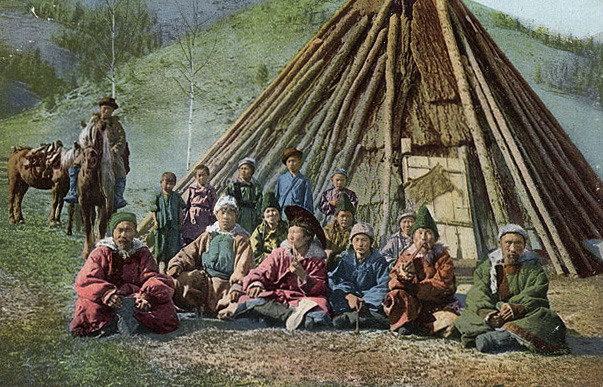
Алтайцы (начало XX века)

Алта́йцы (самоназвание — алт. алтайлар, алтай-кижи; устаревшее — ойроты, теленгиты) — тюркский коренной народ Алтая, включающий в себя также такие субэтнические группы, как: теленгиты, тубалары, челканцы. Проживают в России, главным образом в Республике Алтай. Несколько тысяч человек издавна живут также в прилегающих областях Монголии (Монгольский Алтай) и Китая (округ Алтай), где являются одним из непризнанных национальных меньшинств и под именем «ойроты» включаются властями в состав монголов. 
Общая численность — около 80 тысяч человек. Говорят на южноалтайском (литературный и официальный) и североалтайском языках.

## Этнические и этнографические группы
Выделяются две различных по происхождению этнографические группы алтайцев, между которыми исторически существовали резкие различия по языку, культуре и быту, и антропологии. Эти различия постепенно сгладились лишь к середине XX века.
- Южные алтайцы (самоназвание — алтай-кижи, в переводе — «алтайский человек»), или собственно алтайцы, говорящие на южноалтайском языке (до 1948 года назывался ойротским). Проживают в бассейне реки Катуни и её притоках. Внутри них выделяются телеуты (в Кемеровской области) и теленгиты (телесы) (в районе и к югу от Телецкого озера), которые по переписи 2002 года учитывались как отдельные народы. Этнографы включают южноалтайский язык в состав кыргызско-кыпчакской группы тюркских языков.
- Северные алтайцы, говорящие на северноалтайском языке. Внутри них выделялись тубалары (левобережье реки Бии и северо-западное побережье Телецкого озера), кумандинцы, тубалары и челканцы. Этнографы включают северноалтайский язык в состав северноалтайской группы тюркских языков. По другой классификации, оба алтайских языка относятся к хакасской группе тюркских языков.

В советские годы все эти этнические объединения считались субэтносами алтайцев. 

### Генетика
У алтайцев выявлено 18 Y-хромосомных гаплогрупп: C3xM77, С3с, DxM15, E, F*, J2, I1a, I1b, K*, N*, N2, N3a, O3, P*, Q*, R1*, R1a1 и R1b3. Наиболее распространенной Y-хромосомной гаплогруппой у алтайцев является R1a, которая составляет около 51,1—53 % у южных алтайцев и 29,8—38 % у северных алтайцев. У алтай-кижи гаплогруппа R1a-M198 достигает 58 %, у тубаларов — 51 %, у теленгитов — 44 %, у челканцев — 15 %. Гаплогруппа Q-М242 у северных алтайцев достигает 25,6 %, у челканцев — более 50 %. Гаплогруппа R1b1b1-М73 у северных алтайцев достигает 18,1 %, у кумандинцев — 49 %. Гаплогруппа N1b у северных алтайцев достигает 8,5 %, у южных алтайцев — 4,6 %. Гаплогруппа С-M130 у южных алтайцев достигает 12,0 %, гаплогруппа D-M174 — 9,7 %. Гаплогруппа I-M170 у северных алтайцев достигает 17 %, у южных алтайцев — 11 %. Гаплогруппа O-M175 у южных алтайцев достигает 5,9 %.
Наличие у алтайцев и западных и восточных евразийских гаплогрупп объясняется присутствием в генофонде алтайцев европейских и монгольских компонентов и древнего генетического субстрата.
Различия в структуре генофондов северных и южных алтайцев по гаплогруппам Y-хромосомы:
| Гаплогруппы | Частота встречаемости % | Частота встречаемости % | Частота встречаемости % | Частота встречаемости % | Частота встречаемости % | Частота встречаемости % |
| ----------- | ----------------------- | ----------------------- | ----------------------- | ----------------------- | ----------------------- | ----------------------- |
| Гаплогруппы | Северные                | Северные                | Северные                | Южные                   | Южные                   | Южные                   |
| Гаплогруппы | Горно-Алтайск (N = 20)  | Курмач-Байгол (N = 11)  | Турочак (N = 19)        | Бешпельтир (N = 43)     | Кулада (N = 46)         | Кош-Агач (N = 7)        |
| C3 x M77    | –                       | –                       | –                       | –                       | 2,17 (1)                | 14,28 (1)               |
| C3c         | –                       | –                       | –                       | –                       | 2,17 (1)                | –                       |
| D x M15     | –                       | –                       | –                       | –                       | 10,87 (5)               | 14,28 (1)               |
| E           | –                       | –                       | –                       | 2,33 (1)                | –                       | –                       |
| F*          | –                       | –                       | –                       | 6,98 (3)                | 2,17 (1)                | –                       |
| I1a         | –                       | –                       | –                       | 2,33 (1)                | –                       | –                       |
| I1b         | –                       | –                       | –                       | 2,33 (1)                | –                       | –                       |
| J2          | 5,00 (1)                | –                       | –                       | 4,65 (2)                | 4,35 (2)                | –                       |
| K*          | –                       | 18,18 (2)               | 10,53 (2)               | –                       | 2,17 (1)                | –                       |
| N*          | –                       | –                       | –                       | –                       | 10,87 (5)               | –                       |
| N2          | 10,00 (2)               | –                       | –                       | 4,65 (2)                | –                       | 28,57 (2)               |
| N3a         | –                       | –                       | 15,79 (3)               | 2,33 (1)                | 2,17 (1)                | –                       |
| O3          | –                       | –                       | 10,53 (2)               | 9,30 (4)                | 4,35 (2)                | 14,28 (1)               |
| P*          | –                       | –                       | –                       | 2,33 (1)                | –                       | –                       |
| Q*          | 20,00 (4)               | 63,64 (7)               | 26,32 (5)               | 4,65 (2)                | 4,35 (2)                | –                       |
| R1*         | 15,00 (3)               | –                       | –                       | –                       | –                       | –                       |
| R1a1        | 50,00 (10)              | 18,18 (2)               | 36,84 (7)               | 58,14 (25)              | 52,17 (24)              | 28,57 (2)               |
| R1b3        | –                       | –                       | –                       | –                       | 2,17 (1)                | –                       |
| H           | 0,7105 ± 0,0848         | 0,5818 ± 0,1420         | 0,7895 ± 0,0573         | 0,6545 ± 0,0801         | 0,7111 ± 0,0682         | 0,9048 ± 0,1033         |
|             | 0,7510 ± 0,0406         | 0,7510 ± 0,0406         | 0,7510 ± 0,0406         | 0,6941 ± 0,0518         | 0,6941 ± 0,0518         | 0,6941 ± 0,0518         |
| H YSTR      | 0,9368 ± 0,0354         | 0,8909 ± 0,0918         | 0,9542 ± 0,0301         | 0,9415 ± 0,0301         | 0,9691 ± 0,0125         | 1,0000 ± 0,0764         |
|             | 0,9281 ± 0,0290         | 0,9281 ± 0,0290         | 0,9281 ± 0,0290         | 0,9554 ± 0,0123         | 0,9554 ± 0,0123         | 0,9554 ± 0,0123         |

В соответствии с новым исследованием российских генетиков, генетическая обособленность северных и южных алтайцев несомненна. У южных алтайцев доминируют такие варианты гаплогруппы Y хромосомы, как Q и R1a, есть также I и O. У северных же алтайцев доминирует гаплогруппа R1a, редко встречается Q, а I и O вообще не обнаружены.

## Численность

Расселение алтайцев в СФО по городским и сельским поселениям в %, перепись 2010 г.

В соответствии с данными последней Всероссийской переписи населения 2010 года, в России проживает 74 238 алтайцев (кумандинцы и телеуты в их число не включаются).
Доля алтайцев по районам Алтая на 2010 год по переписи:
| алтайцы            | Республика | Доля |
| Улаганский МР      | Алтай      | 77,1 |
| Онгудайский МР     | Алтай      | 76,1 |
| Усть-Канский МР    | Алтай      | 69,9 |
| Шебалинский МР     | Алтай      | 45,3 |
| Кош-Агачский МР    | Алтай      | 40,6 |
| Чемальский МР      | Алтай      | 27,8 |
| Усть-Коксинский МР | Алтай      | 22,5 |
| Горно-Алтайский ГО | Алтай      | 22,3 |
| Турочакский МР     | Алтай      | 19,3 |
| Чойский МР         | Алтай      | 8,6  |
| Майминский МР      | Алтай      | 6,9  |

Во время переписи 2002 года 67 239 человек указали себя алтайцами: в Республике Алтай — 62 192 человек, в Алтайском крае — 1880 человек.
Коренное тюркское население Кемеровской области, которое в советское время также учитывалось как алтайцы, теперь считают себя телеутами, а также шорцами.
На 1989 год в Казахстане проживало 679 алтайцев, на 2009 год — 221 чел., в Узбекистане в 1989 году проживал 191 алтаец, в Киргизии — 116 (1989), а в Таджикистане — 60 (1989), в Украине — 38 (2001), в Белоруссии — 27 (1989), в Туркменистане — 26 (1989), в Грузии — 27 (1989), в Молдавии — 20 (1989), в Литве — 19 (1989), в Азербайджане — 14 (1989), в Латвии — 4 (2011), в Эстонии — 3 (1997) и в Армении — 1 (1989).
Несколько тысяч алтайцев (оценка 1998 года) издавна живёт также в прилегающих областях Монголии (Монгольский Алтай) и Китая (округ Алтай), где являются одним из непризнанных национальных меньшинств и под именем «ойроты» учитываются властями в составе монголов.

## Быт и культура

### Традиционная одежда

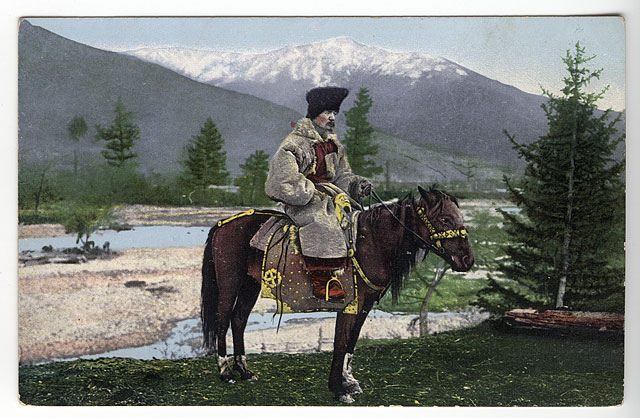
Мужчина в традиционной одежде

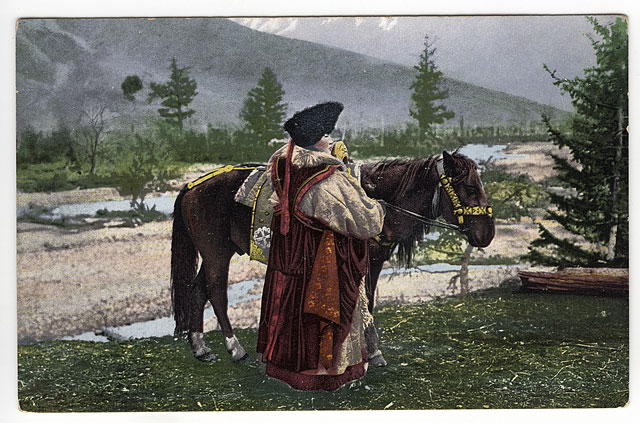
Женщина в традиционной одежде

В одежде алтайцев, наряду с общими чертами, имелся ряд региональных отличий. У южных алтайцев для мужского и женского набора одежды были характерны длинная рубаха с широкими рукавами и открытым воротом и широкие штаны, которые обычно шили из покупной ткани, иногда из кожи. Сверху надевалась свободная овчинная шуба до пят (мехом внутрь) с большим запахом на правую отсрочу — тон. Шуба подпоясывалась широким куском ткани и носилась не только зимой, но и летом. Иногда летом вместо шубы надевали подобный ей по покрою суконный или матерчатый халат с большим отложным воротником из цветной ткани. Женщины поверх шубы или халата носили длиннополую распашную безрукавку-чегедек, обычно отороченную яркой тканью или позументом. Обувью служили высокие мягкие сапоги без каблуков. На голове носили мягкую цилиндрическую или округлую шапку из цветной ткани, подбитую мехом чёрного барашка, с меховым околышем.
Одежда северных алтайцев отличалась материалом и покроем. Они знали ткачество и умели из конопляных и крапивных нитей изготовлять холст. Из него алтайцы шили длинные холщовые рубахи и штаны, сверху надевали свободную халатообразную рубаху. Ворот, рукава и подол рубахи орнаментировались цветными нитями. Женщины повязывали голову платками. Промысловый охотничий костюм отличался от повседневного: охотники надевали войлочную куртку и меховые штаны.
В начале XX в., вслед за русскими тканями, в одеяние алтайцев начали проникать отдельные составляющие русской крестьянской и городской одежды, а в районах тесного соседства с русскими зажиточное население стало полностью перенимать одежду русских крестьян.

### Традиционные поселения и жилища

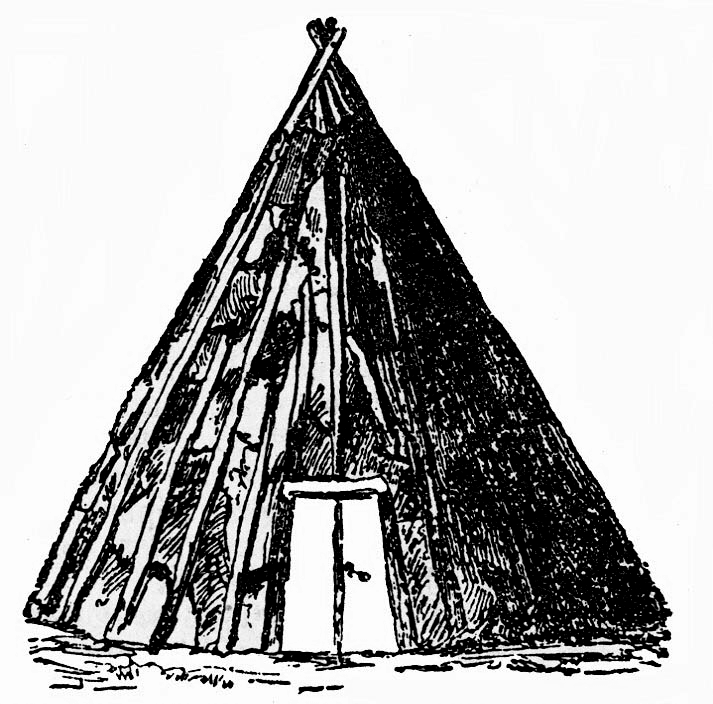
Берестяная юрта.

Алтайские поселения представляли собой небольшие разбросанные поселки, в которых насчитывалось несколько жилых построек, стоявших на значительном удалении друг от друга. Располагались такие посёлки, как правило, в долинах рек.

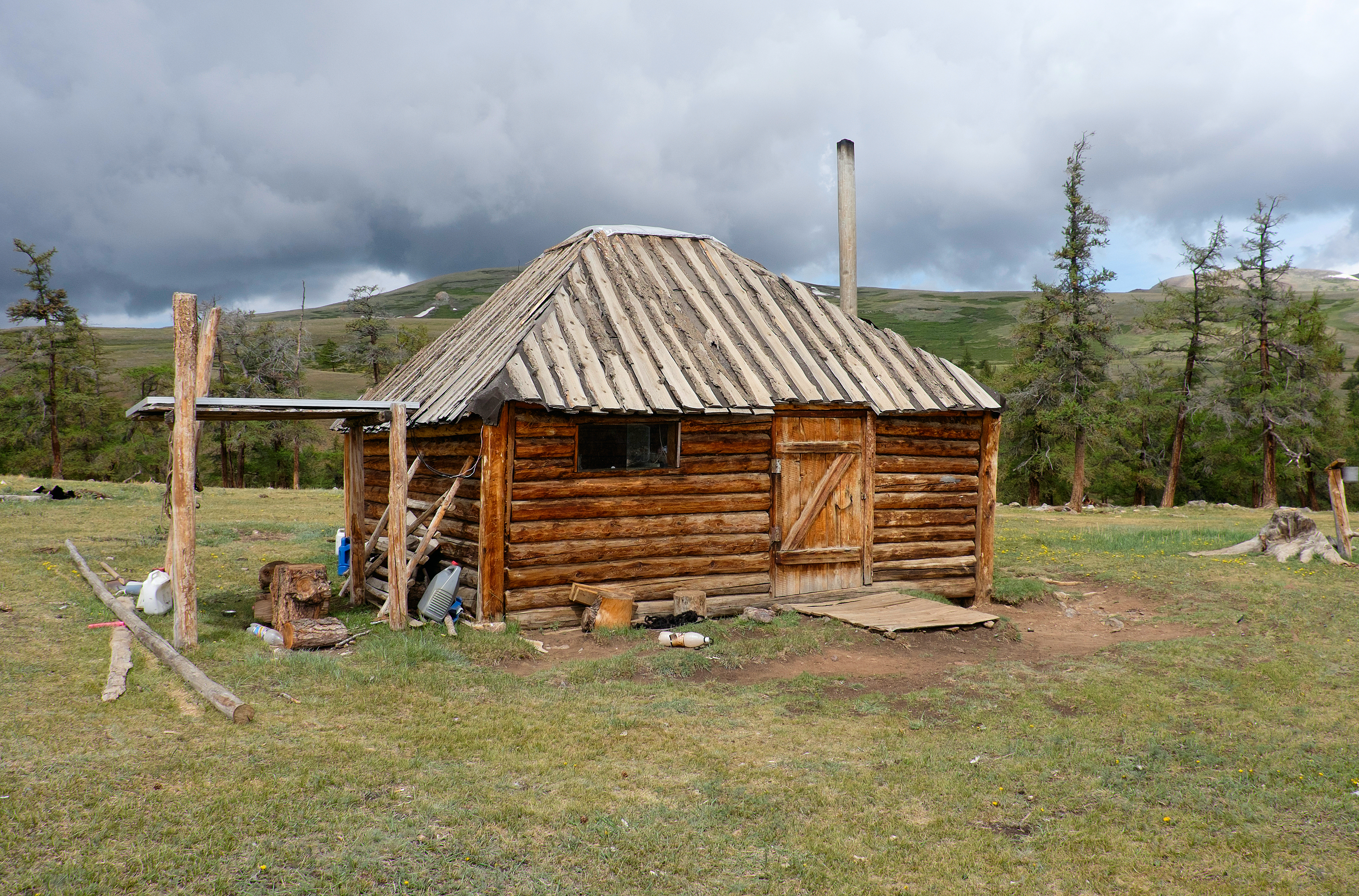
Традиционное бревенчатое жилище — аил.

Для разных групп населения были характерны различные жилища. Тип жилища зависел от конкретных природных условий, в которых обитала группа, степени её оседлости, экономического положения семьи. У южных алтайцев существовала войлочно-решётчатая юрта и жилище, напоминающее чум, крытое полосами бересты или лиственничной коры — аланчик. У челканцев и тубаларов жилище айлу (чайлу) представляло собой квадратное в плане сооружение, построенное из бревен, досок и жердей, поставленных почти вертикально с небольшим наклоном внутрь. Оно покрывалось корой. В центре его, как в юрте, располагался открытый очаг, дым из которого выходил в отверстие крыши. Имелись также бревенчатые многоугольные юрты, крытые берестой, корой или тёсом, которые получили распространение во второй половине XIX в.
Изменения в области хозяйства, произошедшие к началу XX в., отразились на характере поселений и жилищ. Все большее распространение получали бревенчатые постройки. Появляются жилища, подобные русской избе с полом, окнами и печью. У местных богачей появились даже срубные двухэтажные дома, крытые железом. Зажиточные скотовладельцы начали возводить подсобные хозяйственные постройки и помещения для содержания скота. Иногда их объединяли с жилыми постройками, таким образом создавалась незнакомая прежде алтайцам усадьба.

### Пища
Наиболее распространенной и традиционной для алтайцев является мясная, а также молочная пища, представлявшая собой различные стадии переработки кислого и створоженного молока. Молочную пищу употребляли с ячменным толокном (талкан) или крупой и кореньями съедобных растений. Наиболее распространёнными видами молочной пищи были сыры: кислый курут и пресный пыштак, а также сквашенное молоко чегень (айран). Из кобыльего молока приготовляли кумыс. Мясо употребляли в основном в варёном виде, готовили мясные супы кючо из разных круп, в основном из перловой крупы. Употребляли в пищу внутренности овец и лошадей, из которых готовили различные блюда, употребляемые в пищу в варёном виде: жёргом, казы карта.

### Религия

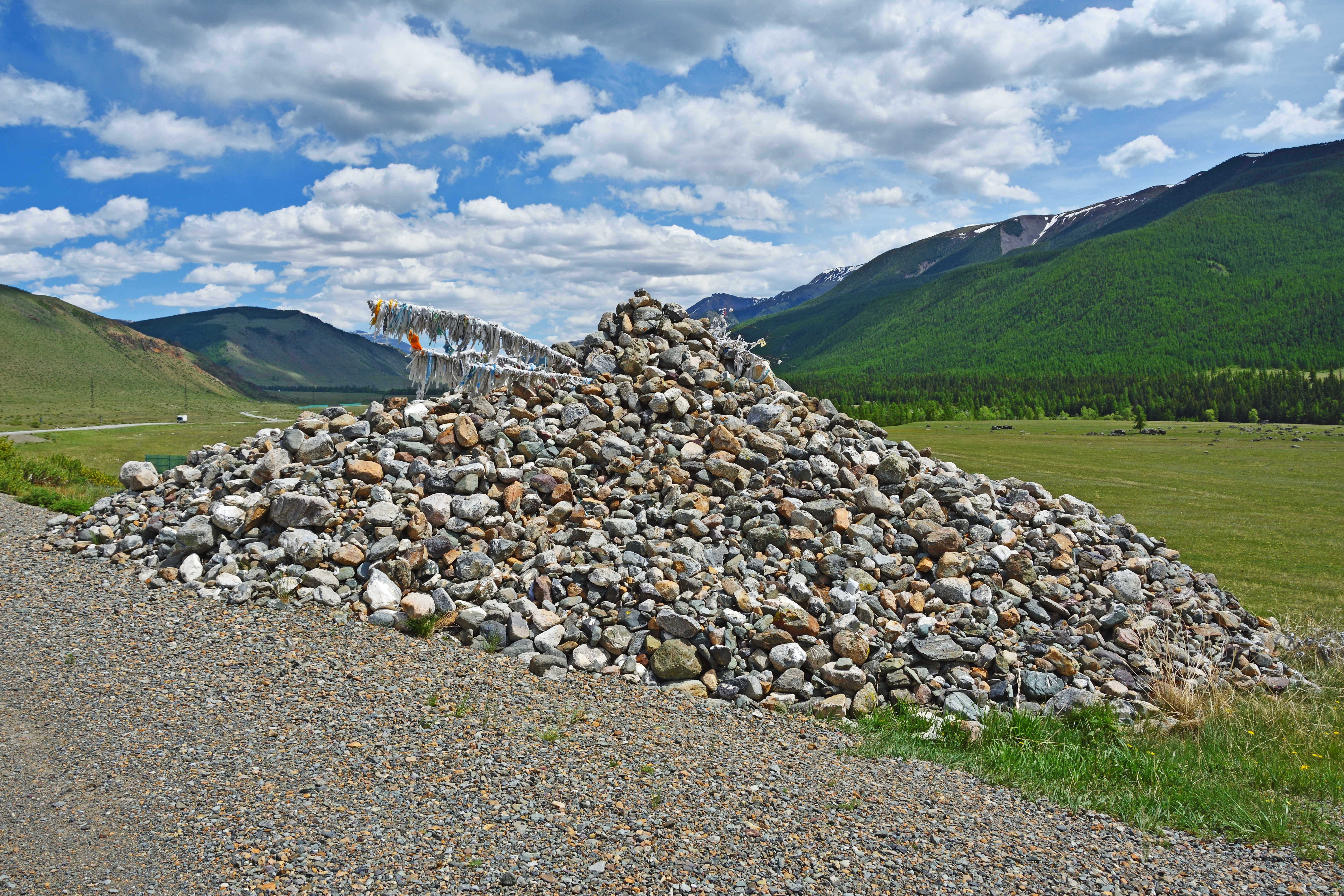
Святилище обо.

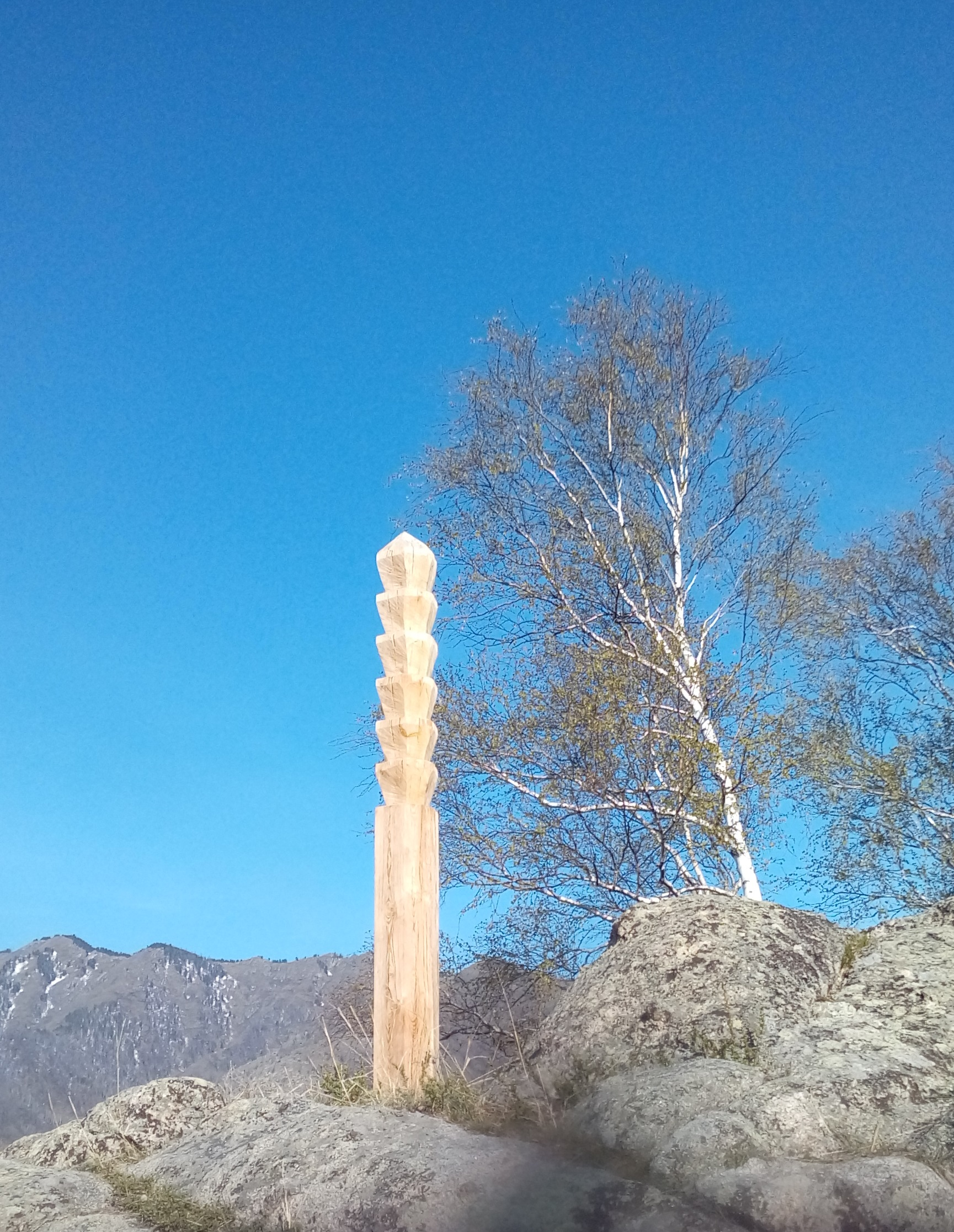
Ритуальная коновязь-чакы.

Согласно мифологии алтайцев, мир управляется множеством добрых и злых духов, которыми повелевают два божества: добрый создатель мира Ульгень и злой подземный владыка Эрлик. Им обоим в жертву приносили лошадей, мясо которых поедалось участниками церемонии, а шкура растягивалась на шесте и оставлялась на месте жертвоприношения. Алтайцы придавали большое значение общественным молениям. Молились небу, горам, воде, священному дереву берёзе. Значительное место в верованиях алтайцев занимают представления о духах-хозяевах природы (ээзи). Хозяева воды (суг ээзи), как правило, безобидны, но те, кто увидит такого духа, нередко вскорости умирает. Дух-хозяин Алтая (Алтай ээзи), представляющийся в образе старика или девушки, покровительствует охоте. Охотник, добившийся его милости, возвращается с богатой добычей. Дух горы (таг ээзи) также может давать охотничью удачу, если его почтительно попросить. Существует представление о том, что духи-хозяева любят слушать песни, сказки и героические сказания, горловое пение (кай). Обычай брать в охотничью артель искусного сказителя бытовал во многих районах Алтая до недавнего времени. Духи-хозяева, являющиеся в образе молодых прекрасных женщин, нередко брали охотников себе в мужья. Пока дух-хозяйка жила с охотником, он добывал много зверя. Если же, вернувшись домой, он рассказывал кому-либо о встрече с духом, вся добыча пропадала. Злые духи алмысы и шулмусы опасны и вредоносны. Нередко они в облике женщин соблазняли охотников, отнимая у них удачу. Когда алмыска принимала свой настоящий облик, её можно было застрелить из ружья. Алмысы в мужском обличье соблазняли женщин и сводили их с ума.

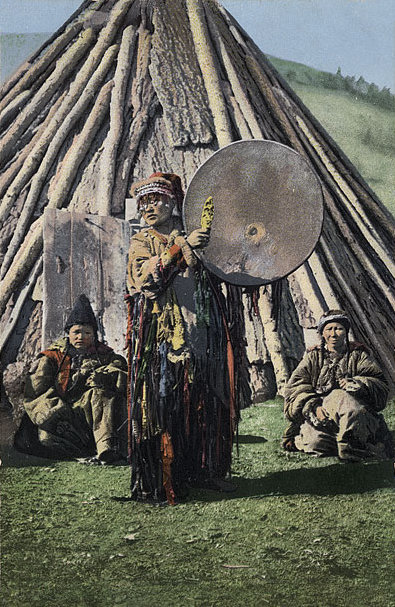
Шаманка с бубном. Нач. ХХ в.

Особый пласт верований и практик составляет алтайский шаманизм и представления о шаманах как о людях, наделённых сверхъестественной силой. Шаманы спускаются в подземное царство, к владыке Эрлику, чтобы вернуть душу больного человека, изгоняют вселившихся в людей злых духов. Им приписывается способность предсказывать будущее, летать, превращаться в живых существ и неживые предметы. По поверьям алтайцев, если потревожить могилу умершего шамана, взять какие-либо его вещи, это вызовет несчастья.
На традиционные верования алтайцев оказали влияние не только православие, но и буддизм. Представления о помощниках верховного творца, покровительствующих людям, связаны по происхождению с Майтреей, Шакьямуни. История ряда местностей на Алтае связывается с огромной птицей Кереде, образ которой восходит к индийской Гаруде.

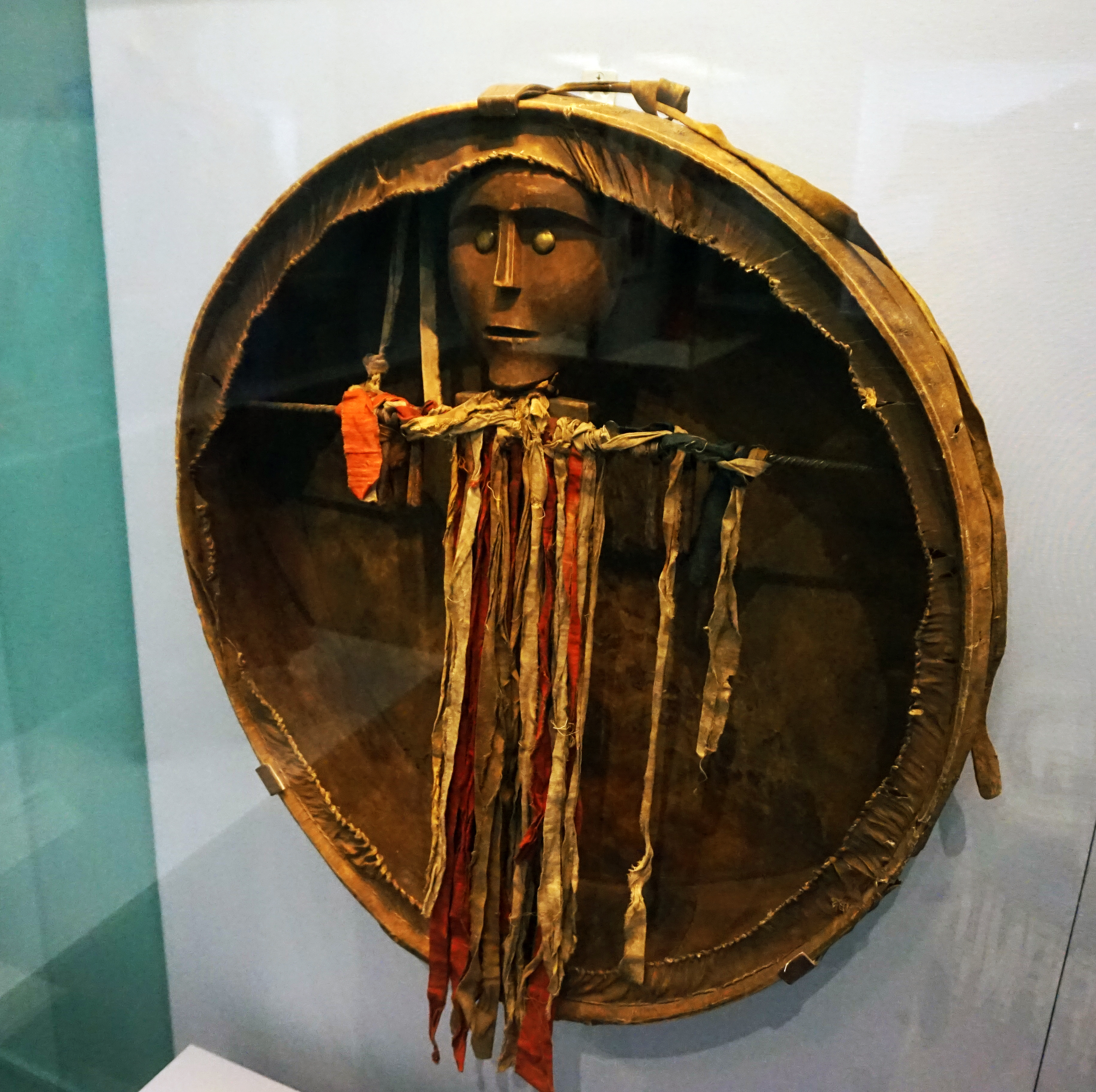
Бубен шамана.

У алтайцев существовал культ семейных и родовых покровителей — тёсов, воплощением которых считались их изображения. Этим изображениям молились, чтобы задобрить тёсов, имитировали их кормление. Большинство обрядовых действий совершалось при участии ка́ма (шамана). Обряды совершались под звуки священного бубна, в который кам бил специальной колотушкой. На кожу бубна было нанесено изображение Вселенной и населяющих её существ. Рукоять считалась духом-хозяином инструмента, у алтайцев она представляла человеческую фигуру.
Г. Ю. Ситнянский приводит сведения о том, что иногда для погребения девушек и людей, погибших от удара молнии, использовались деревья. Также подобный обряд или сжигание в огне мог использоваться для богатых или почтенных людей, бедных покойников хоронили в земле.
В начале XX века среди алтайцев начал распространяться бурханизм (от слова тюрк. быркан («бог») либо уйг.-монг. burχa, бурхан, «Будда»), реформированный шаманизм в сочетании с элементами христианства и тибето-монгольского буддизма.
Русская православная церковь считала алтайцев православными и стремилась к усилению своего влияния в населённых ими районах. Прелставление об алтайцах как преимущественно православном народе встречалось и в отдельных энциклопедических изданиях прошлых лет. Алтайцы усвоили православные праздники (Крещение, Пасху, Троицу), некоторые обычаи, свойственные народной православной культуре (например, обычай вешать на Троицу в доме свежие цветы и хранить их целый год). Православные молитвы были переведены миссионерами на алтайский язык; службы в православных храмах начали вестись на алтайском и русском языках. Православные священники-миссионеры на Алтае нередко выступали просветителями: они изучали алтайский язык, обучали алтайцев русской грамоте. Так, протоиерей В. И. Вербицкий (1827—1890) посвятил свою жизнь изучению языка и культуры алтайцев. Он составил первую «Краткую грамматику алтайского языка» (1869), «Словарь алтайского и аладагского наречий тюркского языка» (1884). В его книге «Алтайские инородцы» (1893) собраны сотни записей фольклорных произведений, описаны обычаи алтайцев.
Среди алтайских христиан есть также баптисты.
До 70 % алтайцев продолжают исповедовать «алтайскую веру» — бурханизм и другие народные духовные традиции. Согласно Н. Л. Жуковской, главенствующей религией остаётся шаманизм. По данным же опроса, проведённого в 2008 году Институтом алтаистики, среди верующих этнических алтайцев бурханисты составляли 81 %, православные христиане — 10,7 %, шаманисты — 5,3 %, буддисты — 2,2 %.
Как отмечают в своей работе Борис Кнорре и Сергей Филатов (опубликована в сборнике «Религиозно-общественная жизнь российских регионов»), после перестройки наметились три основные направления национального религиозного выбора алтайцев: буддийский бурханистский, направленный на развитие бурханизма как особой алтайской формы буддизма; шаманистский пантеистический (то, что исследователи из института Суразакова назвали «алтайской верой»), отвергающий буддизм и монотеизм, направленный на возрождение поклонения духам природы и предков; бурханистский тенгрианский, направленный на развитие бурханизма как монотеистической тюркской религии.
В целом, деление на бурханистов и шаманистов перестало иметь смысл для современной веры алтайцев. Согласно ряду исследований, к началу XXI века почти не осталось ни традиционных шаманов, ни классических бурханистов-антишаманистов. Основной у алтайцев стала единая «алтайская вера» (алт. алтай јаҥ) — традиционная национальная религия в виде смеси бурханизма с остатками шаманизма и иных родо-племенных верований и обычаев.
В республике действует семь религиозных организаций тибетского буддизма, а также Центральное духовное управление буддистов Республики Алтай .